# Krokiet na letnich igrzyskach olimpijskich

Krokiet obecny był w programie igrzysk olimpijskich jeden raz. Rywalizacja o medale odbyła się podczas Letnich Igrzysk Olimpijskich 1900 w Paryżu. Wystartowało wówczas tylko dziesięciu sportowców z dwóch krajów.

## Kalendarium
| Rok  | Miejscowość | Kraj    | Zawody                                          |
| ---- | ----------- | ------- | ----------------------------------------------- |
| 1900 | Paryż       | Francja | Krokiet na Letnich Igrzyskach Olimpijskich 1900 |

## Zawody
| Konkurencja              | 96 | 00 | 04 | 08 | 12 | 20 | 24 | 28 | 32 | 36 | 48 | 52 | 56 | 60 | 64 | 68 | 72 | 76 | 80 | 84 | 88 | 92 | 96 | 00 | 04 | 08 | 12 | 16 | Razem |
| ------------------------ | -- | -- | -- | -- | -- | -- | -- | -- | -- | -- | -- | -- | -- | -- | -- | -- | -- | -- | -- | -- | -- | -- | -- | -- | -- | -- | -- | -- | ----- |
| Gra pojedyncza (1 piłka) |    | •  |    |    |    |    |    |    |    |    |    |    |    |    |    |    |    |    |    |    |    |    |    |    |    |    |    |    | 1     |
| Gra pojedyncza (2 piłki) |    | •  |    |    |    |    |    |    |    |    |    |    |    |    |    |    |    |    |    |    |    |    |    |    |    |    |    |    | 1     |
| Gra podwójna             |    | •  |    |    |    |    |    |    |    |    |    |    |    |    |    |    |    |    |    |    |    |    |    |    |    |    |    |    | 1     |
|                          |    |    |    |    |    |    |    |    |    |    |    |    |    |    |    |    |    |    |    |    |    |    |    |    |    |    |    |    |       |
| Ogólnie                  | -  | 3  | -  | -  | -  | -  | -  | -  | -  | -  | -  | -  | -  | -  | -  | -  | -  | -  | -  | -  | -  | -  | -  | -  | -  | -  | -  | -  | 3     |

## Klasyfikacja medalowa
| Miejsce | Państwo |   |   |   | Razem |
| ------- | ------- | - | - | - | ----- |
| 1.      | Francja | 3 | 2 | 2 | 7     |